# Ignacio Fritz
Ignacio "Bob Morton" Fritz (Santiago de Chile, 15 de febrero de 1979) es un escritor chileno, especializado en la factura de relatos cortos, cuentos y novelas. 
Licenciado en Comunicación Social y Periodista (UNIACC), ostenta un diplomado en Escritura Creativa (UDP) y un grado de magíster en Estudios Humanísticos (USS), aunque también estudió y no terminó carreras como Derecho, Comunicación Audiovisual y Literatura.
Ha fundado las editoriales Contracorriente y PAN. 

## Trayectoria
A fines de la década de los 90 publicó cuentos cortos en el suplemento Zona de Contacto del diario El Mercurio. En tres años (1998 al 2000) mostró 5 cuentos con temáticas Hard Boiled: Nubes que amenazan, Noche de tenis, Lealtad, Factores discordantes y Cámaras de televisión.
Desde el año 2000 hasta el 2001 integró el taller de narrativa del escritor Pablo Azócar, quien lo consideró un virtuoso y lo animó a escribir. 
A fines del 2002, editado por Marcelo Maturana, seudónimo Vicente Montañés, Ignacio Fritz publica su ópera prima de 14 cuentos titulado Eskizoides, por la editorial Cuarto Propio. Milton Aguilar señaló que 

la visión del mundo de Fritz es descarnada; retrata el aislamiento absoluto, la soledad, el desgaste y la deshumanización de personajes acechados (de un comportamiento neurótico, ligado al tráfago de la ciudad moderna) en entornos y escenarios en los que la inocencia se torna peligrosa.

Desde el 2003 hasta el 2004 redactó la columna "Nihilista al Acecho" en el semanario satírico The Clinic, y fue considerado uno de los columnistas menos comprometidos con la situación política de Chile. 
En el año 2004, fue seleccionado en "Revista de Libros" del diario El Mercurio como uno de los escritores chilenos más notables con menos de 30 años. Publica ese mismo año, bajo el mismo sello editorial de su anterior obra, la novela policial breve titulada Nieve en las venas, considerada por el crítico Camilo Marks como 

una divertida ficción de intrigas criminales en torno al golf que se sigue con rapidez y revela una dosis de ingenio a pesar de sus lagunas y deficiencias.

En esa misma crítica se señala que Delfina Edith, protagonista de Nieve en las venas, es, según el escritor policíaco Ramón Díaz Eterovic, una de las primeras investigadoras privadas en la literatura policial chilena. Ese mismo año publicó un relato en la revista Plagio, titulado Sol de mediodía, y fue finalista del concurso de cuentos de la revista Paula, del 2004, con el cuento La sangre de dos días.
En febrero del año 2006 publicó un cuento de verano para el diario La Nación y en marzo ganó el primer lugar en el concurso de cuentos de Unión Latina con el relato Camila Rochet. En abril, por la editorial Cuarto Propio, publica la novela Tribu, acerca de la cual Javier Edwards Renard en una crítica señala que 

el resultado, entonces, es un relato rápido, dinámico, con puntos de vista distintos, con voces que se van alternando, con un tránsito del lenguaje prosaico al poético de ida y vuelta, cuya médula es la reflexión sobre la escritura, sobre el acto narrativo en sí y el rol o posición del escritor en la sociedad.

La novela Tribu, además, tuvo el apoyo de escritores consagrados como Antonio Skármeta y Marco Antonio de la Parra. También fue seleccionada como una de las mejores obras de ficción publicadas el año 2006 según "Revista de Libros" del diario El Mercurio. 
En el año 2009, Ignacio Fritz publica el volumen de cuentos sobre "image fiction" titulado Hotel (antes se llamaba Hotel Premiere, pero el autor redujo el título). La crítica literaria de Las Últimas Noticias, Patricia Espinosa, escribió:

por cierto, el libro tiene un aire tremendamente noventero; incluso, puede decirse que habría descollado en la década pasada, una época que, en lo estético, estuvo acogotada por citas o intertextualidades que buscaban romper los límites entre alta y baja cultura. Fritz consigue que su libro se sostenga porque maneja con soltura la parodia. Exponerse al soberano ridículo y salir ileso no es fácil, sobre todo a causa del componente crítico que levanta una y otra vez esta arriesgada jugada narrativa, con la que el autor pudo fácilmente haber perdido por paliza.

En mayo del año 2012, la editorial Das Kapital publica La Hermandad Halloween, el quinto libro de Ignacio Fritz. Juan Carlos Ramírez Figueroa en una reseña del diario La Segunda señaló:

Yonquigirl y Maldadoso son dos inadaptados que recorren un Santiago decadente y ultraviolento. Se quieren, aunque se insulten o estén asesinando gente. Precisamente este "amor" se potencia por sus deseos de destruir el orden establecido. Ellos sirven a la Hermandad Halloween, una asociación liderada por un empresario inmortal que busca dividir a la humanidad entre "elegidos" y "durmientes". Hay tanta muerte, violencia, sangre, suciedad y referencias a objetos de consumo que acá se cumple lo que decía Zizek sobre ciertas películas de ciencia ficción: La realidad está en el fondo, no en el primer plano.

Durante mayo del año 2013, Ignacio Fritz publicó un relato titulado La confesión malasangre en "El Cuento del Sábado" del diario La Segunda y fue entrevistado por Alfredo Lewin para el programa Ojo con el Libro del canal ARTV. 
En el 2016 publicó el volumen de cuentos splatterpunk El Festín de los Engendros (Das Kapital), criticado por José Promis en Revista Libros de El Mercurio. Señaló:

Los méritos narrativos de los cuentos de Ignacio Fritz nacen de su destreza para revertir grotescamente la realidad y de la naturalidad con que se utiliza el lenguaje sucio para comunicarla. Pero la crueldad de la caricatura consiste en exagerar, y con ello reducir, la complejidad intrínseca del objeto a un rasgo particular, dejando fuera todo lo demás. Una caricatura no hace reflexionar.

Ese mismo año publicó la novela policial fantástica La indiferencia de Dios por Editorial Forja, novela que ha impresionado positivamente a escritores de ciencia ficción como Martin Muñoz Kaiser y Pablo Rumel. Estos últimos forman parte, junto a Ignacio Fritz, del colectivo literario Los Esteparios. 
En noviembre de 2016 Juan Carlos Ramírez Figueroa entrevistó a Fritz para el diario La Segunda.
En 2019 reedita en PAN Editorial su ópera prima, Eskizoides, con cambios. 
Para Áurea Ediciones publicó una recopilación de cuentos titulada Splatterpunk y ha colaborado en antologías como Cuentos chilenos cyberpunk y Zombies chilenos. También ha presentado antologías con temática policial y de vampiros (Quiero la cabeza de sir Arthur Conan Doyle y Quiero la cabeza de Bram Stoker), entre varias otras. 
En 2021 publica Ñachi (Sietch Ediciones; con una edición para Uruguay de Mig21 Ediciones), nouvelle bélica y distópica sobre la situación del pueblo mapuche con respecto al resto de Chile. Para Espora Ediciones/Rhinoceros Ediciones publicó A la salida del Viper Room que es una versión mejorada y aumentada de su novela Tribu. También publicó en la editorial Vicio Impune, en 2023, la novela corta Terrorismo marxista, y para Mantícora Ediciones la novela de zombis Providencia zombi: El misterio eterno. En 2024 publicó en la colección La Orilla Oscura, dirigida por Bartolomé Leal, la novela policial Mausoleos en el desierto. 
En 2025 publica en Perú el breve conjunto de relatos largos Los especialistas del mal en Almandino Editores.
Ignacio Fritz reside en Santiago de Chile y lleva una vida familiar tranquila y alejada de los excesos inoficiosos de hace algunas décadas atrás. 
Su pasión es, más que la escritura, sin duda, la lectura y el cine, aparte de los viajes.

## Obra
- Eskizoides. Editorial Cuarto Propio. 2002. ISBN 956-260-272-9.
- Nieve en las venas. Editorial Cuarto Propio. 2004. ISBN 956-260-325-3.
- Tribu. Editorial Cuarto Propio. 2006. ISBN 956-260-366-0.
- Hotel. Contracorriente Ediciones. 2009. ISBN 978-956-885-400-3.
- La Hermandad Halloween. Das Kapital Ediciones. 2012. ISBN 978-956-883-517-0.
- El Festín de los Engendros. Das Kapital Ediciones. 2016. ISBN 978-956-883-576-7.
- La indiferencia de Dios. Editorial Forja. 2016. ISBN 978-956-338-264-8.